# Vitläppad hjort
Vitläppad hjort (Przewalskium albirostris) är en art i däggdjursfamiljen hjortdjur som förekommer på det tibetaniska höglandet. Djuret är den enda arten i släktet Przewalskium men vissa zoologer räknar det till släktet Cervus.

## Kännetecken

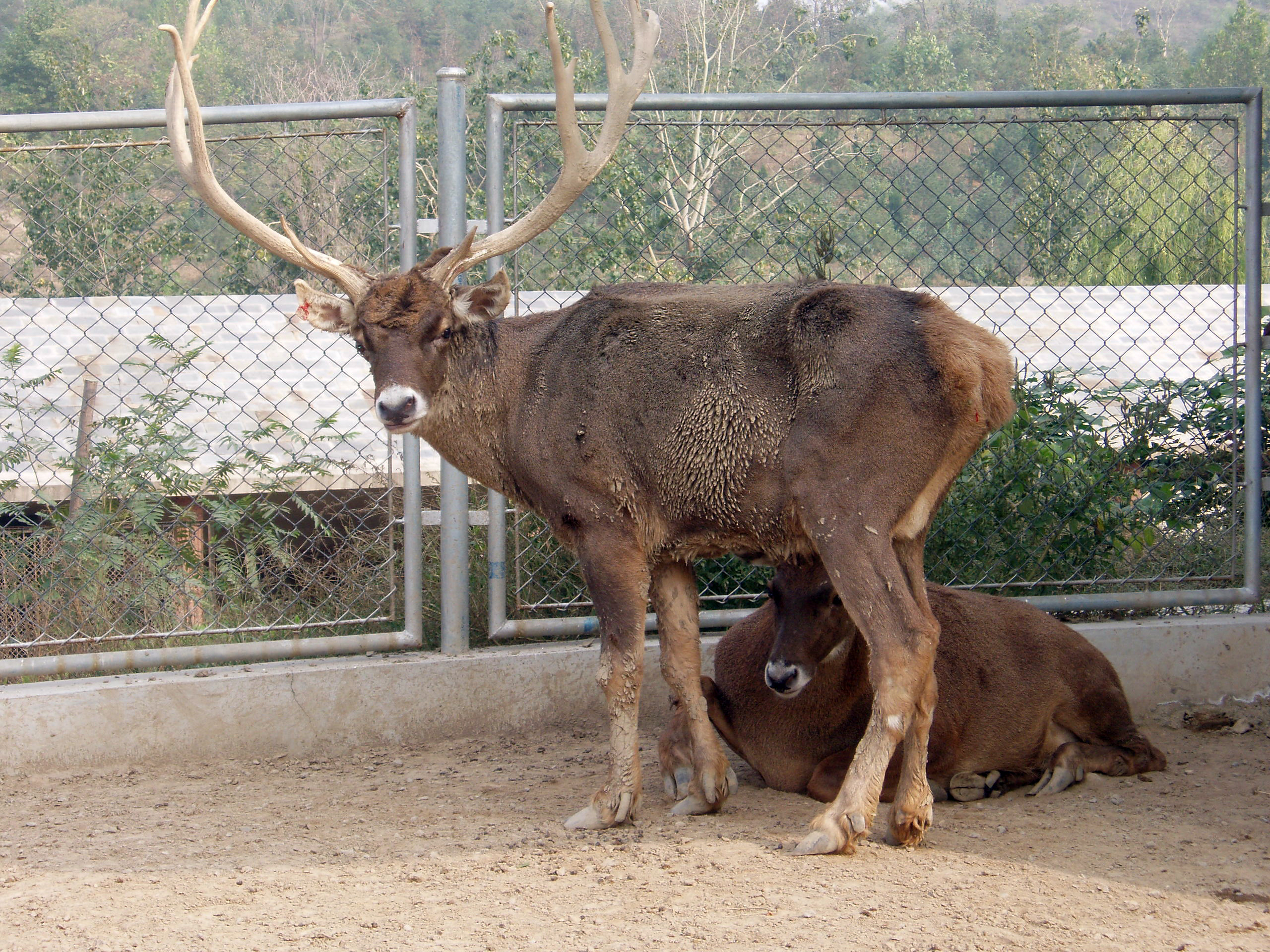
Vitläppad hjort

Denna hjort har på sommaren en kort brun päls som blir längre och mera gråaktig under vintern. På undersidan blir pälsen mer krämfärgad. Ett tydligt särdrag är den vita pälsen vid nosen och munnen. Kroppslängden ligger mellan 190 och 230 centimeter, mankhöjden är omkring 130 centimeter och vikten mellan 125 och 200 kilogram. Även hovarna är större än hos flera andra medlemmar i underfamiljen egentliga hjortar. Horn finns bara hos hannar. Fullvuxna individer har vanligen 5 taggar på varje sida.

## Utbredning och habitat
Utbredningsområdet sträcker sig över östra Tibet samt angränsande kinesiska provinser, till exempel Gansu och Sichuan. Habitatet utgörs av barrskogar eller gräsmarker mellan 3 400 och 5 100 meter över havet.

## Levnadssätt
Arten har särskilt bra förmåga att klättra på klippor. Individerna lever vanligen i grupper som är delade efter kön. Utanför parningstiden förekommer även blandade flockar.
Födan utgörs huvudsakligen av gräs.
Under parningstiden i oktober blir hanarna aggressiva mot varandra. Vanligen lever de annars ensamma och de strider med andra hannar om rätten att para sig. Efter dräktigheten, som varar i 220 till 230 dagar, föder honan vanligen en unge. Ungarna är borymmare. Efter ungefär tio månader slutar honan att ge di och efter 1,5 till 2,5 år är ungdjuret könsmoget. Livslängden går upp till 20 år.

## Status och hot
Vitläppad hjort jagas för köttets och hornens skull. Enligt traditionell kinesisk medicin har hjortens hornpulver läkande egenskaper. Beståndet minskade avsevärt under senaste tiden men på grund av det vidsträckta utbredningsområdet uppskattas populationen fortfarande bestå av 50 000 till 100 000 individer. IUCN listar arten som sårbar (vulnerable).